# Think About You (Léon)
Think About You is een nummer van de Zweedse zangeres Léon uit 2017. Het is de eerste single van haar tweede EP For You.
In "Think About You" bezingt Léon haar liefdesverdriet, terwijl ze haar hart uitstort op de piano, begeleid door omringende drums. Ze hoopt dat haar ex haar nog één kans wil geven. Het nummer wist nergens de hitlijsten te bereiken. In Nederland werd de plaat wel een kleine radiohit, maar ook de Nederlandse hitlijsten werden niet gehaald.

## Tracklijst
- Muziekdownload

1. "Think About You" - 3:23